# Cátia Montes
Cátia Montes (Faro, Portugal), é uma mulher portuguesa, cigana, educadora social, ativista pelos direitos humanos e bombeira voluntária em São Brás de Alportel.

## Percurso
Licenciou-se em Educação Social na Escola Superior de Educação e Comunicação da Universidade do Algarve, em Faro.
Tem tido várias experiências como ativista pelos direitos humanos e os direitos das comunidades ciganas. É também bombeira voluntária, tal como o seu pai terá sido há muitos anos.
Frequenta o Mestrado em Educação Social.
No 9ºano, Cátia teve de mudar de casa, a escola ficou mais distante e viu-se forçada a desistir. Nos anos seguintes, foi vivendo de trabalhos precários e de uma forma nómada. Aos 27 anos, após ter vivido alguns episódios de discriminação em locais de trabalho, decidiu voltar a estudar em regime pós-laboral, no Mais 23, conciliando a vida de estudante com o trabalho num supermercado.
Cátia contou com o empurrão determinante do Programa Operacional para a Promoção da Educação (OPRE), um programa de política pública, dirigido a estudantes do ensino superior provenientes de comunidades ciganas, que conta com o apoio do Alto Comissariado para as Migrações, e que nasceu de um projeto pioneiro da Associação Letras Nómadas e da Plataforma Portuguesa dos Direitos das Mulheres.
No dia 21 de abril de 2018, fez parte do debate  “Que papel para as comunidades ciganas?” do Festival Política onde se conversou sobre o papel da mulher nas suas comunidades. No evento, Cátia Montes partilhou o palco com Maria Gil, membro da Associação Saber Compreender e é atriz no Colectivo PELE, e Toya Prudêncio, ativista considerada "cigana do ano" pela Associação Letras Nómadas, em 2017.
Em junho de 2018, foi convidada pela Secretária de Estado para a Cidadania e a Igualdade, Rosa Monteiro, para comentar uma sessão de cinema na Cinemateca no âmbito do Dia Internacional da Pessoa Cigana.
Em dezembro de 2020, fez parte do editorial do Observatório das Comunidades Ciganas, publicado em dezembro de 2020, e intitulado "Vozes Ciganas sobre os Direitos Humanos em Contexto de Pandemia".
A 25 de Abril de 2021, foi uma das subscritoras do artigo de opinião que exige o direito à habitação digna das pessoas Ciganas/Roma em Portugal, publicado no jornal Público.

## Prémios e Reconhecimentos
Em dezembro de 2017, Cátia Montes fez parte do grupo de 26 estudantes ciganos, apoiados pelo OPRE, recebidos em Belém pelo Presidente da República, Marcelo Rebelo de Sousa.